# Joseph Dubuisson
Pour les articles homonymes, voir Dubuisson.
Joseph Dubuisson, né le 8 mai 1840 à Lyon et mort le 10 mars 1915 dans la même ville, est un architecte français.

## Biographie
Joseph-François Dubuisson naît le 8 mai 1840, à Lyon. Il étudie à l'école La Martinière à Lyon puis rejoint le cabinet de Louis Dupasquier, où il est inspecteur des travaux du diocèse de Belley jusqu'en 1870,.
Il devient également directeur de l'école municipale de dessin de La Guillotière et professeur de perspective linéaire et d'ornement à l'école de La Martinière,.
Joseph Dubuisson meurt le 10 mars 1915 à 74 ans, à son domicile sis 30 montée des Carmélites, dans le 1er arrondissement de Lyon. Ses obsèques ont lieu le 13 mars à 13 h 45 en l'église Saint-Bruno-lès-Chartreux et il est inhumé au cimetière de Cusset dans l'intimité familiale.

## Réalisations
Il réalise les travaux d'architecture suivants, en France :
- le groupe scolaire à Lentilly.
- les restaurations et nouvelles construction des bâtiments de l'école de la Martinière-Terreaux, 1er arrondissement de Lyon ;
- le Monument à Ampère avec le sculpteur Charles Textor et le fondeur Thiébaut Frères, 2e arrondissement à Lyon, 1888 ;
- l'école élémentaire Antoine-Charrial, 3e arrondissement de Lyon, 1882-1884 ;
- Monument aux Grands Hommes de la Martinière.

## Distinctions
- Officier d'académie

Il fait partie de la société d'architecture de Lyon et est officier d'Académie de juillet 1886.